# ロジャー・クレイグ・スミス
ロジャー・クレイグ・スミス（Roger Craig Smith、1975年8月11日 - ）は、アメリカ合衆国の俳優、声優。

## 出演作品

### テレビドラマ
- スイチュー! フレンズ

### テレビアニメ
- アルティメット・スパイダーマン（キャプテン・アメリカ）
- ゼーガペイン（十凍京）
- トランスフォーマー アドベンチャー（エアレイザー）
- NARUTO -ナルト-（森乃イダテ）
- NARUTO -ナルト- 疾風伝（デイダラ、うちはイナビ、加藤ダン）
- ミュータント・タートルズ（バラバライザー / ティモシー）
- BLEACH（平子真子、之芭、犬崎劉聖）
- レギュラーSHOW〜コリない2人〜

### 劇場アニメ
- 機動警察パトレイバー the Movie（後藤喜一）
- 機動警察パトレイバー 2 the Movie（後藤喜一）
- 劇場版 NARUTO -ナルト- 大激突!幻の地底遺跡だってばよ（テムジン）
- 劇場版 NARUTO -ナルト- 大興奮!みかづき島のアニマル騒動だってばよ
- シュガー・ラッシュ（ソニック・ザ・ヘッジホッグ）
- ニンジャバットマン（バットマン）
- バイオハザード ディジェネレーション（カーティス・ミラー）
- プレーンズ（リップスリンガー）
- UFO学園の秘密 The Laws of The Universe Part0（エイスケ）

### ゲーム
- アサシン クリード（エツィオ・アウディトーレ）
- アサシン クリード II（エツィオ・アウディトーレ）
- アサシン クリード ブラザーフッド（エツィオ・アウディトーレ）
- アサシン クリード リベレーション（エツィオ・アウディトーレ）
- エンド オブ エタニティ（バーテンダー）
- The Wonderful 101（ワンダ・ブルー）
- ソウルキャリバーIV（ジークフリード）
- ソウルキャリバーVエツィオ・アウディトーレ）
- 戦国無双3（前田慶次）
- ソニックシリーズ（ソニック・ザ・ヘッジホッグ）
- ダイイングライト（カイル・クレイン）
- テイルズ オブ ヴェスペリア（ザギ）
- 鉄拳6（エディ・ゴルド、マーシャル・ロウ）
- バイオハザード5（クリス・レッドフィールド）
- バイオハザード ダークサイド・クロニクルズ（クリス・レッドフィールド）
- バイオハザード リベレーションズ（クリス・レッドフィールド）
- バイオハザード6（クリス・レッドフィールド）
- ファイナルファンタジーXIII
- ファイナルファンタジーXIII-2
- MARVEL VS. CAPCOM 3 Fate of Two Worlds（クリス・レッドフィールド）
- マーベル VS. カプコン:インフィニット（クリス）
- マッドワールド
- メタルギアソリッド4
- メタルギアソリッド ポータブル・オプス
- メタルギアソリッド ピースウォーカー
- レッド・デッド・リデンプション
- Apex Legends（ミラージュ）